# Красний ліс
Красний ліс — острівний масив заплавного лісу на правому березі Кубані, між станицею Мар'янською і Раздерським вузлом (Красноармійський район). Площа насаджень 4750 га, на яких понад 200 га припадає на вирубування і згарища.
Основні лісотвірні породи Красного лісу — дуб, берест, клен, ясен, тополя. До них підмішані чорноклен, груша, яблуня, кизил.
Тваринний світ представлений дикими кабанами, козами, лисицями, зайцями, різними дрібними гризуни і птахами. У 1950-х роках фауна поповнилася європейським оленем і сибірської козулею.
Донедавна Красний ліс був заповідним урочищем. На разі він є ділянкою Краснодарського державного лісомисливського господарства для іноземних туристів.